# ریه‌کو تاکاهاشی
ریه‌کو تاکاهاشی (انگلیسی: Rieko Takahashi; ۲۸ نوامبر ۱۹۶۷ – ) صداپیشه، و بازیگر اهل ژاپن بود. وی از سال ۱۹۸۹ میلادی تاکنون مشغول فعالیت بوده‌است.